# Bruine oogbladroller
De bruine oogbladroller (Epinotia signatana) is een vlinder uit de familie bladrollers (Tortricidae). De wetenschappelijke naam is voor het eerst geldig gepubliceerd in 1845 door Douglas.
De soort komt voor in Europa.